# 1550 na arte

## Nascimentos
| Data | Nome | Profissão | Nacionalidade | Observações | Ref |
| ---- | ---- | --------- | ------------- | ----------- | --- |

## Mortes
| Data          | Nome           | Profissão                    | Nacionalidade                                       | Observações | Ref |
| ------------- | -------------- | ---------------------------- | --------------------------------------------------- | ----------- | --- |
| 11 de outubro | Georg Pencz    | gravador, pintor e impressor | Sacro Império Romano-Germânico (Alemanha - Baviera) | n. c. 1500  |     |
| ??            | Gregório Lopes | pintor do Renascimento       | Portugal                                            | n. c. 1490  |     |